# Sarnów (powiat łaski)
Sarnów – wieś w Polsce położona w województwie łódzkim, w powiecie łaskim, w gminie Widawa.
W latach 1975–1998 miejscowość należała administracyjnie do województwa sieradzkiego.
Położona jest nad rzeką Widawką. W miejscowości znajduje się młyn zbożowy. Jest także gospodarstwo agroturystyczne.